# Saint-Ségal
Saint-Ségal is een gemeente in het Franse departement Finistère (regio Bretagne). De plaats maakt deel uit van het arrondissement Châteaulin. Saint-Ségal telde op 1 januari 2022 1.183 inwoners.

## Geografie
De oppervlakte van Saint-Ségal bedroeg op 1 januari 2022 16,2 vierkante kilometer; de bevolkingsdichtheid was toen 73 inwoners per km².

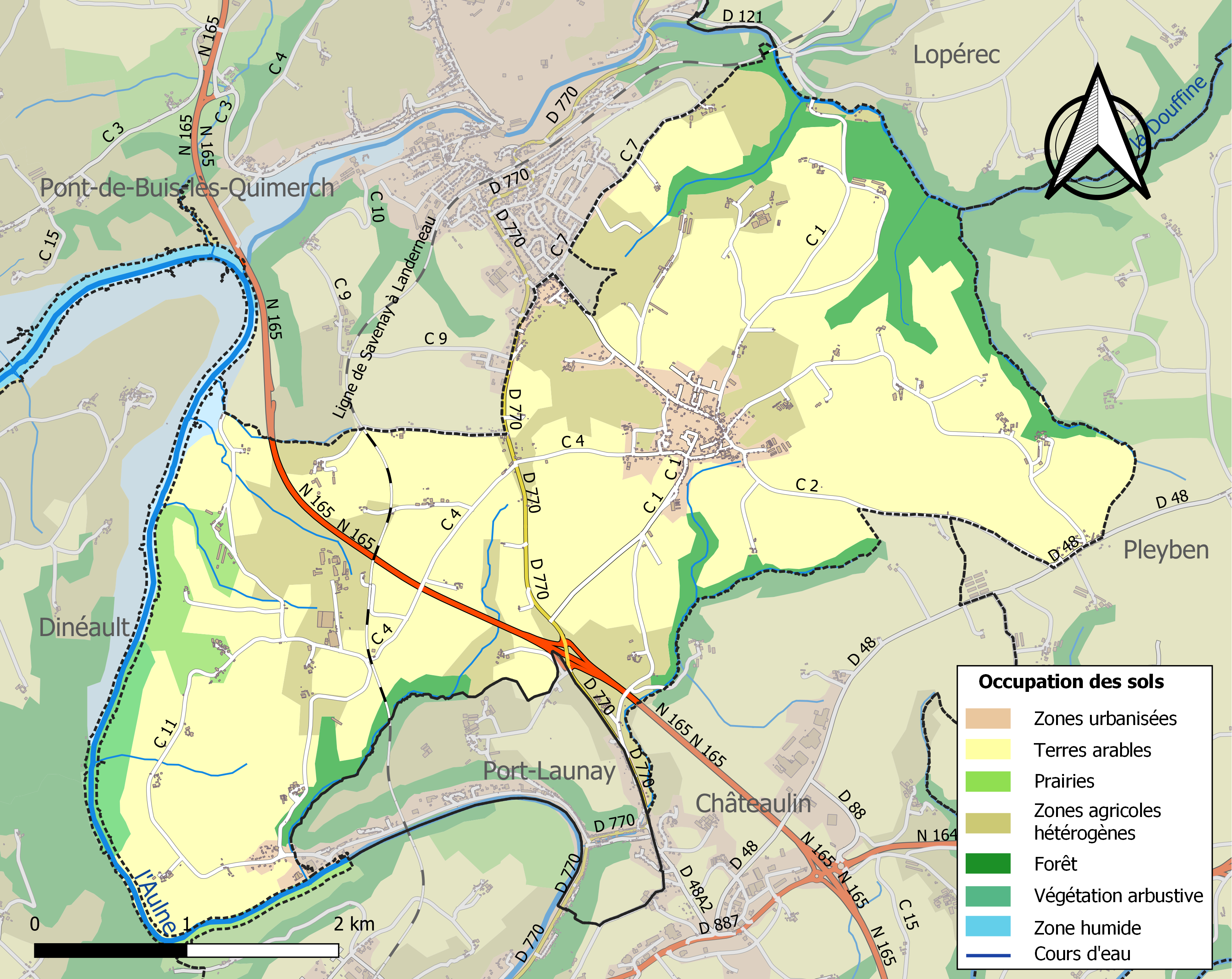
Kaart van de gemeente met belangrijkste infrastructuur, bodemgebruik en omliggende gemeenten

## Demografie
Onderstaande figuur toont het verloop van het inwonertal (bron: INSEE-tellingen).